# Цебловиці-Малі
Цебловиці-Малі (пол. Ciebłowice Małe) — село в Польщі, у гміні Томашув-Мазовецький Томашовського повіту Лодзинського воєводства.
Населення — 75 осіб (2011).
У 1975-1998 роках село належало до Пйотрковського воєводства.

## Демографія
Демографічна структура станом на 31 березня 2011 року:
|          | Загалом | Допрацездатний вік | Працездатний вік | Постпрацездатний вік |
| -------- | ------- | ------------------ | ---------------- | -------------------- |
| Чоловіки | 34      | 10                 | 19               | 5                    |
| Жінки    | 41      | 11                 | 18               | 12                   |
| Разом    | 75      | 21                 | 37               | 17                   |